# Rúben Dias
Rúben Santos Gato Alves Dias (Amadora, 14 de maig de 1997) és un futbolista professional portuguès que juga com a defensa amb el Manchester City FC i la selecció portuguesa.
Conegut pel seu estil de joc agressiu i les seves qualitats de lideratge al camp, és considerat un dels millors defenses del món.
Dias es fa formar al planter juvenil del SL Benfica. Va començar jugant al SL Benfica B el 2015 i va ser ascendit al primer equip el 2017, i va ser nomenat la Jugador jove de l'any de la Primeira Liga. La temporada següent, Dias va guanyar el títol de lliga 2018–19 amb el Benfica i posteriorment la Supertaça Cândido de Oliveira durant la temporada 2019–20, mentre que també va ser nomenat a l'Equip de l'Any de la Primeira Liga, arribant als 100 partits amb el club. Va fitxar pel club de la Premier League Manchester City FC el setembre de 2020 per una tarifa de 68 milions d'euros, convertint-se en la segona tarifa més alta per a un jugador portuguès que deixava la lliga nacional. Dias va guanyar la Premier League 2020–21 i la Copa EFL en la seva primera temporada, i també va arribar a la final de la Lliga de Campions de la UEFA. També va ser nomenat Futbolista de l'Any de la FWA, Jugador de l'Any del Manchester City, Jugador de la Temporada de la Premier League i Defensa de la Temporada de la Lliga de Campions de la UEFA el 2021. La temporada 2022–23, va tenir un paper crucial en la consecució del primer triplet continental amb el City.
Dias és un exinternacional juvenil de Portugal. Va debutar amb la selecció absoluta el 2018, sent convocat per a dues Copes del Món de la FIFA (2018 i 2022) i dos Campionats d'Europa de la UEFA (2020 i 2024); també va guanyar la Lliga de Nacions de la UEFA 2019 a casa, sent nomenat a l'equip del torneig, i jugador del partit a la final.

## Trajectòria
Amb només nou anys va començar a formar-se amb el CF Estrela da Amadora, i dos anys després, el 2008, va marxar a Lisboa per entrar a formar part dels equips inferiors del SL Benfica. El 30 de setembre de 2015, va pujar a jugar amb el Benfica B debutant en un partit contra el GD Chaves de la segona divisió portuguesa.
La temporada 2017-18 va fer el seu debut amb el primer equip el 16 de setembre de 2017, en un partit contra el Boavista FC, sortint com a titular. També va debutar en competició europea a la fase de grups de la Lliga de Campions. Després de dos mesos de malestar, va passar pel quiròfan per ser operat d'apendicitis, fet que el va deixar fora dels terrenys de joc durant un mes.
Va marcar el seu primer gol amb el primer equip en un partit de copa en un empat a dos contra el Vitória de Setúbal el 29 de desembre de 2017. El seu primer gol a la lliga va ser el 3 de febrer de 2018, contribuint en la victòria contra el Rio Ave FC per 5-1.

## Internacional
Després de jugar en les seleccions sub-16, sub-17, sub-19, sub-20 i sub-21, finalment va fer el seu debut amb la selecció absoluta el 28 de maig de 2018 en un partit amistós contra Tunísia que va acabar en empat a 2 amb gols d'André Silva i João Mário per Portugal, i d'Anice Badri i Syam Ben Youssef per Tunísia.

## Estadístiques

### Nivell de club
| Club               | Temporada          | Lliga              | Lliga   | Lliga | Copa    | Copa | Copa de la lliga | Copa de la lliga | Competició europea | Competició europea | Total   | Total |
| Club               | Temporada          | Divisió            | Partits | Gols  | Partits | Gols | Partits          | Gols             | Partits            | Gols               | Partits | Gols  |
| ------------------ | ------------------ | ------------------ | ------- | ----- | ------- | ---- | ---------------- | ---------------- | ------------------ | ------------------ | ------- | ----- |
| SL Benfica B       | 2015–16            | Segona             | 25      | 0     | —       | —    | —                | —                | —                  | —                  | 25      | 0     |
| SL Benfica B       | 2016–17            | Segona             | 28      | 0     | —       | —    | —                | —                | —                  | —                  | 28      | 0     |
| SL Benfica B       | 2017–18            | Segona             | 1       | 0     | —       | —    | —                | —                | —                  | —                  | 1       | 0     |
| SL Benfica B       | Total              | Total              | 54      | 0     | —       | —    | —                | —                | —                  | —                  | 54      | 0     |
| SL Benfica         | 2017–18            | Primeira           | 24      | 3     | 1       | 0    | 3                | 1                | 2                  | 0                  | 30      | 4     |
| Total a la carrera | Total a la carrera | Total a la carrera | 78      | 1     | 1       | 0    | 3                | 1                | 2                  | 0                  | 84      | 4     |

### Internacional
| Portugal | Portugal | Portugal |
| Any      | Partits  | Gols     |
| -------- | -------- | -------- |
| 2018     | 1        | 0        |
| Total    | 1        | 0        |

## Palmarès
SL Benfica
- 1 Lliga portuguesa: 2018-19
- 1 Supercopa portuguesa: 2019

Manchester City FC
- 1 Campionat del Món de Clubs: 2023
- 1 Lliga de Campions de la UEFA: 2022-23
- 1 Supercopa d'Europa: 2023
- 4 Lligues angleses: 2020-21, 2021-22, 2022-23, 2023-24
- 1 Copa anglesa: 2022-23
- 1 Copa de la lliga anglesa: 2020-21

Selecció portuguesa
- 1 Lliga de les Nacions de la UEFA: 2018-19